# Cryptoprocta ferox
Il fossa (Cryptoprocta ferox Bennett, 1833), o fosa ([ˈfo.sa] o [ˈfu.sa]), è un mammifero carnivoro dalla corporatura snella e simile a un gatto, endemico del Madagascar. È un membro della famiglia carnivora Eupleridae ed è strettamente imparentato con lo zibetto malgascio.
Il fossa è il più grande mammifero carnivoro del Madagascar venendo talvolta paragonato ad un piccolo puma, per via delle sue caratteristiche convergenti a quelle dei felini. Gli adulti hanno una lunghezza testa-corpo di 70–80 centimetri, per un peso compreso tra i 5,5 e gli 8,6 kg, in cui i maschi sono più grandi delle femmine. Possiedono artigli semi-retrattili (il che significa che può estendere ma non ritrarre completamente i suoi artigli) e caviglie flessibili che gli consentono di arrampicarsi e di scendere lungo il tronco degli alberi a testa in giù, oltre a permettergli di compiere lunghi balzi da un ramo all'altro. Il fossa condivide il suo genere, Cryptoprocta, con un'altra specie estintasi probabilmente prima del 1400, il fossa gigante (Cryptoprocta spelea).
La specie è molto diffusa, anche se le densità di popolazione sono generalmente basse. Si trova esclusivamente in habitat boschivi e caccia attivamente sia di giorno che di notte. Oltre il 50% della sua dieta è costituita da lemuri, i primati endemici che si trovano sull'isola, oltre a tenrec, roditori, lucertole, uccelli e altri piccoli animali. L'accoppiamento, di solito, avviene sugli alberi su rami orizzontali e può durare diverse ore. Le cucciolate vanno da uno a sei cuccioli, che nascono altriciali (ciechi e sdentati). I neonati svezzano dopo circa 4,5 mesi e diventano completamente indipendenti dopo circa un anno. La maturità sessuale si verifica intorno ai tre o quattro anni e l'aspettativa di vita in cattività è di 20 anni. Il fossa è elencato come una specie Vulnerabile nella Lista Rossa IUCN. È generalmente temuto dal popolo malgascio ed è spesso protetto dal loro tabù fady. La più grande minaccia per il fossa è la distruzione dell'habitat.
La classificazione tassonomica del fossa fu per lungo tempo oggetto di controversie, a causa delle sue inusuali caratteristiche fisiche che lo accomunano sia ai felini sia ai viverridi. La sua classificazione, insieme a quella degli altri carnivori malgasci, ha influenzato le ipotesi su quante volte i mammiferi carnivori abbiano colonizzato il Madagascar. Studi genetici hanno dimostrano che il fossa e tutti gli altri carnivori malgasci sono più strettamente imparentati tra loro che con le altre forme continentali formando un clade riconosciuto come la famiglia Eupleridae, pertanto si pensa che i carnivora abbiano colonizzato l'isola una sola volta, circa 18-20 milioni di anni fa.

## Etimologia
Il nome generico Cryptoprocta si riferisce al modo in cui l'ano dell'animale è nascosto dalla sua sacca anale, dalle parole del greco antico crypto ossia "nascosto" e procta ossia "ano". Il nome della specie ferox deriva dall'aggettivo latino "feroce" o "selvaggio". Il suo nome comune deriva dalla parola fosa in malgascio, una lingua austronesiana, e alcuni autori hanno adottato l'ortografia malgascia in inglese. La parola è simile a posa (che significa "gatto") nella lingua Iban (un'altra lingua austronesiana) del Borneo, ed entrambi i termini possono derivare da lingue commerciali del 1600. Tuttavia, un'etimologia alternativa suggerisce un collegamento con un'altra parola che viene dal malese: pusa si riferisce alla donnola malese (Mustela nudipes). La parola malese pusa potrebbe essere diventata posa per gatti in Borneo, mentre in Madagascar la parola potrebbe essere diventata fosa per indicare il fossa.

## Morfologia

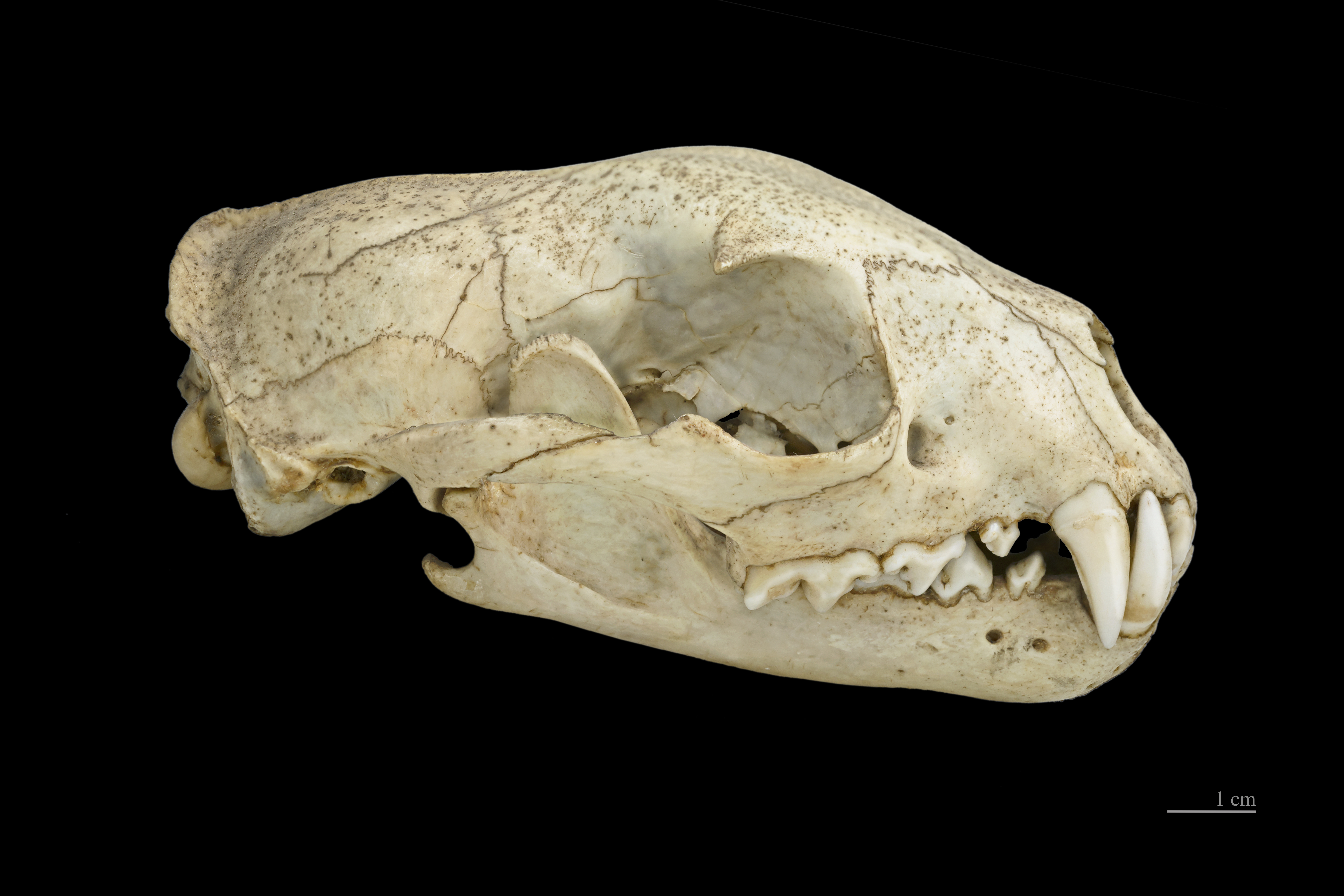
Cranio di Cryptoprocta ferox

È lungo 150–180 cm, compresa la coda lunga quanto il corpo, e pesa 7–12 kg. L'altezza al garrese si aggira attorno ai 35 cm; l'animale ha quindi una forma molto allungata e snella, a prima vista si notano subito somiglianze con un piccolo puma o con uno jaguarundi. Il pelame è generalmente fulvo, di un colore simile a quello del cervo nobile o del canguro rosso, ma non mancano esemplari melanici nelle foreste pluviali del Madagascar orientale.

## Biologia
È un predatore, al vertice della catena alimentare. Le sue prede sono i lemuri (che insegue molto agilmente tra gli alberi, dove si muove sfruttando la lunga coda come un bilanciere) e praticamente ogni altro animale che popola l'isola, dai tenrec (Tenrecidae) al votsovotsa (Hypogeomys antimena), dai giovani potamocheri (Potamochoerus larvatus) a varie specie di uccelli.
Benché sia il terzo animale più grande dell'isola, dopo il coccodrillo del Nilo (Crocodylus niloticus) e il potamochero (Potamochoerus larvatus), ha dimensioni contenute; ciò non gli impedisce di essere un predatore potente ed estremamente combattivo, in grado di abbattere tranquillamente prede ben più pesanti di lui. Gli allevatori malgasci sostengono che oltre al pollame e ai maiali riesca persino ad uccidere i loro zebù (Bos indicus), animale vitale per l'economia del Madagascar, e che possa addirittura costituire un pericolo per l'uomo, specie per i bambini. In realtà, a meno che non venga ferito o messo alle strette il fossa non è assolutamente una minaccia per gli esseri umani, non avendo comunque la taglia del grande predatore.
Il fossa è un animale solitario, eccetto che nella stagione degli accoppiamenti (settembre - novembre); ogni esemplare occupa un territorio piuttosto vasto, tanto che alcuni fossa sono stati visti percorrere oltre 7 km in una notte.
La gestazione dura circa tre mesi; la femmina dà alla luce in una tana 2-4 piccoli, che pesano 100-150 g appena alla nascita. I cuccioli aprono gli occhi 15 giorni dopo la nascita e abbandonano la tana per la prima volta dopo circa due mesi. Sono svezzati definitivamente attorno al quinto mese di vita; raggiungeranno la taglia adulta a quattro anni.

## Distribuzione e habitat

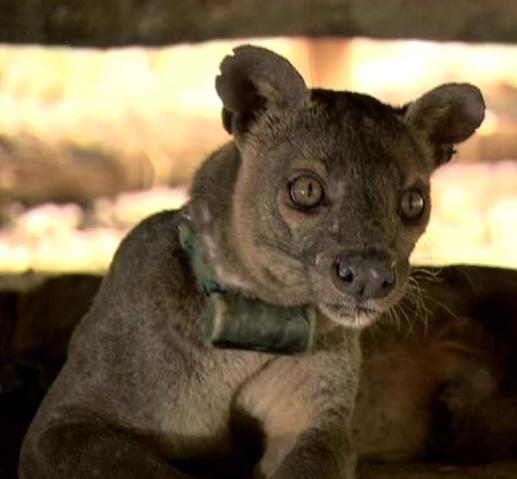

Il fossa in Madagascar è diffuso in ogni tipo di habitat, dove siano presenti alberi (anche in quantità limitata), dalle foreste pluviali e orientali alla foresta decidua occidentale alla foresta spinosa del sud; è assente solo dagli altopiani centrali, completamente disboscati.
È interessante notare come arrivi fino ad oltre 2500 m di altitudine in montagna, habitat dove trova nei tenrec le sue prede principali.

## Conservazione
La caccia a cui è sottoposto dagli allevatori, unita al terrore superstizioso verso questo che è uno degli ultimi grandi animali sopravvissuti in Madagascar, è costato al fossa una tremenda persecuzione; la deforestazione ha contribuito a peggiorare notevolmente la situazione tanto che la IUCN lo ha inserito nella sua "lista rossa" per le specie a rischio: nel 2000 si stimava infatti vivessero solo 2500 esemplari adulti; a dispetto del suo ampio areale (è diffuso in tutta l'isola eccetto gli ormai disboscati altopiani centrali) il fossa corre quindi un gravissimo pericolo d'estinzione.
La Zoological Society of London, in base a criteri di unicità evolutiva e di esiguità della popolazione, considera Cryptoprocta ferox una delle 100 specie di mammiferi a maggiore rischio di estinzione.
Per chi volesse incontrare questo raro predatore, la località che offre maggiori probabilità è indiscutibilmente la riserva di Kirindy nel Madagascar occidentale, che presenta un'alta densità di esemplari grazie al gran numero di prede disponibili nel territorio e che oltretutto essendo zona di foresta decidua non presenta le difficoltà tipiche dell'avvistamento degli animali selvatici nelle fitte foreste pluviali. Il periodo migliore è in autunno quando i fossa si accoppiano (l'accoppiamento avviene tra i rami degli alberi ed è di sicuro uno spettacolo non indifferente) e sono meno elusivi, spesso scendono a bere lungo il Kirindy River. Altre località in cui c'è la possibilità di avvistarlo, ma con ben maggiore difficoltà, sono i Parchi Nazionali di Andasibe-Mantadia e di Ranomafana e la Riserva speciale dell'Ankarana.

## Fossa nel cinema
I fossa appaiono nel film di animazione Madagascar.

## Curiosità
Il fossa è la mascotte della versione 20.04 di Ubuntu, chiamata "Focal Fossa".